# Street Fighter (serie)

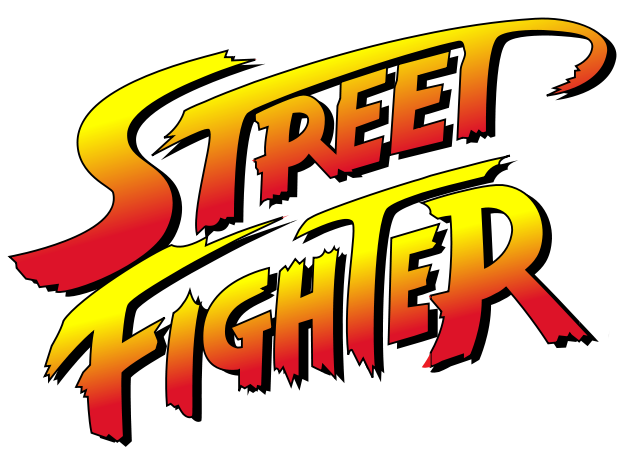
Logo della serie

Street Fighter (ストリートファイター?, Sutorīto Faitā) è una popolare serie di videogiochi del genere picchiaduro a incontri, nella quale i personaggi giocabili combattono in giro per il mondo, ognuno con le proprie mosse speciali, l'uno contro l'altro. Il primo gioco della serie è stato pubblicato da Capcom nel 1987.

## Serie principale

### Street Fighter
Il primo Street Fighter, pubblicato nel 1987, possedeva un nuovo sistema di controllo con joystick e due grossi bottoni; premendone uno, si determinava la potenza con la quale sferrare un pugno o un calcio, e ogni colpo disponeva di tre varianti di forza. A causa dell'abitudine di alcuni giocatori di premere i bottoni con troppa forza (danneggiando i controlli), il sistema è stato modificato con pulsanti tradizionali, creando la configurazione a 6 pulsanti (six button layout) che divenne lo standard per tutti i giochi della serie.
Nel gioco soltanto Ryu e Ken Masters sono personaggi giocabili, mentre sono dieci gli avversari da battere, ognuno con la sua nazionalità:
- Cina: Gen, Lee
- Giappone: Geki, Retsu
- Regno Unito: Birdie, Eagle
- Stati Uniti: Joe, Mike
- Thailandia: Adon, Sagat

### Street Fighter II
Il gioco Street Fighter II introduce diversi nuovi lottatori come Chun-Li ed E. Honda e nuovi boss detti anche i Quattro Re. Ebbe un enorme successo, tanto che spinse Capcom a pubblicare diverse versioni/edizioni cercando di migliorare ed espandere il gioco.
- Street Fighter II: The World Warrior (1991)
- Street Fighter II': Champion Edition (1992)
- Street Fighter II' Turbo: Hyper Fighting (1992)
- Super Street Fighter II - The New Challengers (1993)
- Super Street Fighter II Turbo (1994)
- Hyper Street Fighter II - The Anniversary Edition (2003)

Serie HD
- Super Street Fighter II Turbo HD Remix (2008) PlayStation 3, Xbox 360[1]
- Ultra Street Fighter II: The Final Challengers (2017) Nintendo Switch[2]

### Street Fighter Alpha
La serie Street Fighter Alpha (conosciuta anche come Street Fighter Zero in varie parti dell'Asia) racconta i fatti accaduti dopo gli avvenimenti di Street Fighter I e prima di quelli di Street Fighter II.
Si differenzia dagli altri capitoli per uno stile di disegno manga.
- Street Fighter Alpha: Warriors' Dreams (1995) CPS-2, Sega Saturn, PlayStation, Game Boy Color
- Street Fighter Alpha 2 (1996) CPS-2, Sega Saturn, PlayStation, Super Nintendo
- Street Fighter Alpha 3 (1998) CPS-2, PlayStation, Gameboy Advance, Sega Saturn, Sega Dreamcast
- Street Fighter Alpha 3 Upper (2001) CPS-2, Game Boy Advance
- Street Fighter Alpha 3 MAX (2006) PlayStation Portable

Street Fighter Alpha 3 è l'ultimo prequel prima di SF2. In questa versione sono presenti tutti i personaggi presenti nelle precedenti versioni compresi quelli segreti del primo Alpha, più tutti i personaggi presenti di Super Street Fighter II con i nomi della versione europea. È stata inserita la modalità world tour, un giro del mondo per perfezionare il personaggio scelto dal giocatore.

### Street Fighter III
In questa serie futuristica il protagonista è Alex, gli unici personaggi provenienti dai capitoli precedenti sono Ken, Ryu, Akuma e Chun-Li.
- Street Fighter III - New Generation (1997)
- Street Fighter III - 2nd Impact - Giant Attack (1997)
- Street Fighter III - 3rd Strike - Fight For The Future (1999)

### Street Fighter IV
Street Fighter IV è stato realizzato per PC, PlayStation 3 e Xbox 360 in grafica poligonale 2.5D, con uno stile grafico che richiama la caratterizzazione cartoon degli episodi precedenti. Questo episodio si colloca temporalmente dopo Street Fighter II, per cui ne riprende i personaggi storici, introducendone di nuovi quali la spia Crimson Viper, il luchador messicano El Fuerte, il lottatore francese Abel, l'esperto di arti marziali orientali statunitense Rufus, il maestro di Ryu e Ken Gouken e il nuovo leader di Shadaloo, Seth.
- Street Fighter IV (2008)
- Super Street Fighter IV (2010)
- Super Street Fighter IV: Arcade Edition (2010)
- Ultra Street Fighter IV (2014)

### Street Fighter V
Street Fighter V è il quinto episodio della serie, realizzato per PC e PlayStation 4 e pubblicato il 16 febbraio 2016 in tutto il mondo, ad esclusione del Giappone, dove è uscito il 18 febbraio.
- Street Fighter V (2016)
- Street Fighter V: Arcade Edition (2018)
- Street Fighter V: Champion Edition (2020)

### Street Fighter 6
Il 21 febbraio 2022, durante il Capcom Pro Tour 2021-Season Final, Capcom annuncia con un video teaser che il sesto capitolo è in fase di sviluppo e utilizza il RE Engine. Il 2 giugno 2022, nello State of Play di Sony, Capcom presenta i due nuovi lottatori Jamie e Kimberly, una nuova modalità storia open world 3D dal titolo World Tour, i comandi semplificati e la telecronaca dal vivo. Una fuga di dati, poi confermata da Capcom, mostrava il cast completo di 22 lottatori di cui 7 nuovi, tra i quali c'è l'italiana Marisa. La pubblicazione è avvenuta il 2 giugno 2023 su PlayStation 4, PlayStation 5, Xbox Series X/S, Microsoft Windows e il 5 giugno 2025 su Nintendo Switch 2.

### Ordine di trama
Il seguente ordine delle serie è tratto dall'arcade mode in SFV
1. Street Fighter / Final Fight
2. Street Fighter Alpha
3. Street Fighter II
4. Street Fighter IV
5. Street Fighter V
6. Street Fighter III
7. Street Fighter 6

## Altri

### SerieFinal Fight
Serie di picchiaduro a scorrimento, ambientata nella città immaginaria di Metro City sulla costa atlantica, considerata nello stesso universo narrativo di Street Fighter. Street Fighter '89 era il nome del sequel di SFI in fase di sviluppo, poi Capcom osservando il successo di Double Dragon decise di cambiare stile di gioco da incontri in gioco a scorrimento e gli diede il titolo di Final Fight; negli anni ha ripescato diversi lottatori e li ha aggiunti a diversi titoli SF.
- Final Fight (1989)
- Street Fighter 2010: The Final Fight (1990, USA) NES
- Captain Commando (1991) si svolge a Metro City nell'anno 2026

Vengono classificate nello stesso universo anche le serie Rival Schools, Slam Masters e Strider.

### SerieStreet Fighter EX
Questa serie è stata la prima iterazione con la grafica 3D, lo sviluppo è stato affidato alla software house Arika.
- Street Fighter EX (1996) Arcade
- Street Fighter EX Plus (1997) Arcade
- Street Fighter EX Plus Alpha (1997) Sony PlayStation
- Street Fighter EX 2 (1998) Arcade
- Street Fighter EX 2 Plus (1999) Arcade, Sony PlayStation
- Street Fighter EX 3 (2000) PlayStation 2

Conclusa la collaborazione Capcom/Arika, quest'ultima prosegue lo sviluppo di altri videogiochi di lotta ma escludendo le proprietà intellettuali di Capcom:
- Fighting Layer (1998); Fighting EX Layer (2018); Fighting EX Layer Another Dash (2021)[9]

Successivamente Arika ritorna in SFV come ospite attraverso la forma di costumi DLC di vari personaggi come, Ryu>Kairi, Cammy>Blair Dame, G>Skullomania ecc.

### Street Fighter: The Movie
Street Fighter: The Movie è il titolo di due videogiochi del 1995 basati sul film con Jean-Claude Van Damme, uno per sala giochi e l'altro per console domestiche. Entrambi presentano grafica 2D con attori digitalizzati (in modo simile ai primi capitoli di Mortal Kombat) e sono stati distribuiti da Capcom, ma non si tratta di porting: i due giochi sono stati sviluppati da software house diverse e presentano delle differenze. La versione per console è stata distribuita in Giappone col titolo Street Fighter: Real Battle on Film.

## Crossover
Sono state realizzate diverse serie di crossover che riuniscono personaggi provenienti da videogiochi di proprietà Capcom che da altri brand come Marvel, SNK ecc, in questi solitamente compaiono vari personaggi della serie di Street Fighter e sono i seguenti:

### SerieMarvel vs. Capcom
- X-Men vs. Street Fighter
- Marvel Super Heroes vs. Street Fighter
- Marvel vs. Capcom: Clash of Super Heroes
- Marvel vs. Capcom 2: New Age of Heroes
- Marvel vs. Capcom 3: Fate of Two Worlds
- Ultimate Marvel vs. Capcom 3
- Marvel vs. Capcom: Infinite

### SerieSNK vs. Capcom
- SNK vs. Capcom: The Match of the Millennium (1999) SNK
- Capcom vs. SNK: Millennium Fight 2000 (2000)
- Capcom vs. SNK Pro (2001)
- Capcom vs. SNK 2: Mark of the Millennium 2001 (2001) ...Millionaire Fighting 2001 in Giappone
- Capcom vs. SNK 2 EO (2002)
- SNK vs. Capcom: SVC Chaos (2003) SNK

Terry Bogard e Mai Shiranui della serie Fatal Fury (SNK), sono lottatori DLC in Street Fighter 6.

### SeriePuzzle Fighter
Super Puzzle Fighter II Turbo, distribuito come Super Puzzle Fighter II X in Giappone e spesso detto semplicemente Puzzle Fighter, è un gioco rompicapo in stile Puyo Puyo (basato sull'incastro di gemme che cadono dall'alto) dove ogni giocatore è rappresentato da un personaggio (proveniente da Street Fighter o da altri brand della Capcom) in versione super deformed, che attacca l'avversario quando il giocatore effettua una buona mossa.
- Super Puzzle Fighter II Turbo (1996)
- Super Puzzle Fighter 2 Turbo HD Remix (2007) PlayStation 3, Xbox 360, PC[14]

### Super Gem Fighter Mini Mix
Conosciuto anche come Pocket Fighter (1997) è un gioco dove i personaggi super deformed visti in Puzzle Fighter si scontrano in un vero picchiaduro. L'ambientazione è infantile e giocosa, e gli attacchi dei personaggi sono incentrati sullo humour (durante le combo, ad esempio, subiscono varie trasformazioni e fanno comparire oggetti dal nulla, come ad esempio martelli giganti o cartelli stradali).

### Capcom Fighting Jam
Titolo americano Capcom Fighting Evolution (2004) Arcade, PlayStation 2, Xbox. È un videogioco stile tag team, crossover con Red Earth e le serie Street Fighter e Darkstalkers.

### Serie Tatsunoko vs. Capcom
È un videogioco crossover realizzato con personaggi Capcom (di Street Fighter vengono presi Ryu, Chun-Li e Alex) e personaggi presi dai vari cartoni della Tatsunoko come Yattaman o Gatchaman ecc.
- Tatsunoko vs. Capcom: Cross Generation of Heroes (2008) Arcade, Wii
- Tatsunoko vs. Capcom: Ultimate All Stars (2010) Wii

Nonostante i problemi legati ai diritti suddivisi tra più editori al di fuori del territorio giapponese, la Capcom ha ufficializzato l'uscita del gioco anche per gli USA e l'Europa.

### Street Fighter X Tekken
Si tratta di un episodio che trasporta i personaggi della serie Tekken nel mondo 2.5D di Street Fighter. Sviluppato con lo stesso motore grafico di Street Fighter IV ma aggiunge li tag team, le gemme che migliorano attacco, difesa, recupero, e i colori sono molto più vivaci. Akuma è anche un personaggio giocabile in Tekken 7.

### Altre partecipazioni
Altri videogiochi dove la serie ha una partecipazione minore o non mantiene il classico gameplay:
- Cannon Spike (2000)
- Namco × Capcom (2005)
- Zen Pinball: Super Street Fighter II Turbo (2009)
- Asura's Wrarth (2012)
- Street Fighter × MegaMan (2012)
- Project × Zone (2013)
- Street Fighter × Blood Brothers 2 (2015)
- Project × Zone 2 (2016)
- Power Rangers Legacy Wars (2017)
- Shadowverse × Street Fighter V (2017)
- Super Smash Bros. Ultimate (2018)
- Power Rangers: Battle for the Grid (2019)
- Teppen (2019)
- Fortnite × Street Fighter (2021)[17]
- Brawlhalla × Street Fighter (2022).[18]
- Exoprimal × Street Fighter 6 (2023)

## Antologie
Capcom negli anni ha pubblicato diverse raccolte di videogiochi di Street Fighter, anche a scopo celebrativo come per i 30º o 35º anniversario della serie.
- Street Fighter Collection (1997)
- Street Fighter III: Double Impact (1999)
- Street Fighter Anniversary Collection (2004)
- Street Fighter Alpha Anthology (2006)
- Street Fighter 30th Anniversary Collection (2018)
- Arcade stick + Capcom Home Arcade (Hardware, 2019)[19]
- Capcom Arcade Stadium (2021)
- Capcom Fighting Collection (2022)[20]
- Capcom Arcade 2nd Stadium (2022)[21]
- Game Centre (2023) in Street Fighter 6

## Altri media

### Film
- Street Fighter - Sfida finale (1994) film diretto e sceneggiato da Steven E. de Souza, con Jean-Claude Van Damme, Raúl Juliá, Kylie Minogue, Ming-Na Wen.
- Street Fighter - La leggenda (... The Legend of Chun-Li, 2009), diretto da Andrzej Bartkowiak e scanaggiatura di Justin Marks
- Street Fighter: Legacy (2010), cortometraggio fan-made, non ufficiale,  diretto da Joey Ansah e Owen Trevor

### Anime e serie animate
- Street Fighter II V (1995), anime seriale televisivo.
- Street Fighter (1995), serie animata statunitense, ispirata dal film Street Fighter - Sfida finale.

### Serie televisive
- Street Fighter: Assassin's Fist (2014), serie tv diretta da Joey Ansah
- Street Fighter: Resurrection (2016), webserie diretta da Joey Ansah

### Film d'animazione
- Street Fighter II: The Animated Movie (1994), lungometraggio d'animazione.
- Street Fighter Alpha: The Animation (1999), lungometraggio d'animazione.
- Street Fighter Alpha: Generations (2005), lungometraggio d'animazione.
- Street Fighter IV - Legami che incatenano (2009), lungometraggio d'animazione.
- Street Fighter: Round One Fight! (2009), lungometraggio d'animazione.
- Super Street Fighter IV (2012), lungometraggio d'animazione.

### Manga e manhua
Street Fighter è stato oggetto di varie trasposizioni a fumetti. Masahiko Nakahira, ad esempio, ha realizzato quattro diversi manga su Street Fighter:
- Super Street Fighter II Cammy (1994);
- Street Fighter Alpha (1996);
- Street Fighter: Sakura Ganbaru! (1996);
- Street Fighter III Ryu Final (1997).

Ad eccezione del primo, tutti questi titoli sono stati acquisiti da UDON per il mercato occidentale. Due personaggi creati da Nakahira, Evil Ryu di Street Fighter Alpha e Karin Kanzuki, sono stati inseriti da Capcom nei successivi episodi di Street Fighter.
Tra il 1993 ed il 1995 Masaomi Kanzaki scrive e disegna Street Fighter II - Ryu, manga edito dalla Tokuma Shoten in 3 volumi. In Italia è arrivato intorno a metà anni novanta grazie ad un'edizione in due volumi a colori della Star Comics intitolata Street Fighter II.
Nel 1995 è la volta di Street Fighter II Retsuden: scritto e disegnato da Yasushi Baba per la Kōdansha, il manga riprende i personaggi della serie animata uscita quello stesso anno. In Italia è stato presentato dalla Star Comics con il titolo Street Fighter II V sulle pagine della rivista Game Over.
Nel 1997 la Kodansha dà alle stampe Street Fighter ZERO 2, one-shot in 5 capitoli di Karina Takumi. Due anni dopo, invece, Mami Hito pubblica Super Street Fighter 2 X Gaiden.
La UDON ha inoltre ricevuto da Capcom la licenza di pubblicare diversi fumetti ispirati ai suoi videogiochi, tra cui proprio Street Fighter. Fino ad ora sono usciti titoli come Street Fighter, Street Fighter Legends, Street Fighter II Turbo e Street Fighter IV.
Ma la produzione quantitativamente maggiore arriva da Hong Kong, dove la Jade Dynasty (originariamente Jademan Comics) ha proposto diversi manhua scritti da Lee Chung Hing e disegnati da Hui King Sum:
- Street Fighter II (1991, 113 numeri)
- Street Fighter Zero 2 (1996, 1 volume + 3 numeri)
- Street Fighter III (1997, 115 numeri)
- Street Fighter Zero 3 (1998, 40 numeri)

Ad eccezione del primo (rimasto inedito), tutti questi titoli sono apparsi in Italia grazie ad Ediperiodici.
Ad Hong Kong, nel frattempo, anche le case editrici minori provano a cavalcare l'onda: nel 1995 la Wen Hua Fu Xin Pte Ltd pubblica infatti Super Street Fighter II, serie realizzata da Chen Wei Wen, Bai Qi e altri autori (31 numeri).
Nel 1999 Hing e Sum lasciano la Jade per fondare la Comicsonair Publications, dove danno alle stampe Street Fighter EX2 e Street Fighter EX2 PLUS (1999, rispettivamente 38 numeri e 12 numeri), in cui proseguono la storyline del loro SFIII.
Rimasta orfana di Hing e Sum, la Jade produce due manhua di Street Fighter III 3rd strike: il primo scritto e disegnato dal maestro Tony Wong, il secondo (pubblicato in Italia da Ediperiodici) realizzato da Kwong Bin Qiong, Khoo Fuk Long e altri autori (1999, 28 numeri).
Nel 2009 Hing e Sum passano alla King Comics (ex Jade), dove lanciano Street Fighter IV Wai Zhuan (15 numeri). Dato che le storie elaborate dai due autori si erano spesso discostate parecchio dalla storyline ufficiale, questa volta la Capcom lascia loro scegliere se allinearsi alla trama ufficiale del gioco o continuare a concedersi ogni tipo di libertà. Hing e Sum optano per la seconda soluzione e la casa giapponese si tutela aggiungendo al titolo del fumetto la dicitura "Wai Zhuan" (gaiden, spin off), al fine di avvertire ufficialmente il pubblico che si tratta di una trama alternativa o comunque non necessariamente legata agli intrecci ufficiali del gioco.
Per limitarci ai soli titoli approvati da Capcom, ad Hong Kong sono uscite anche alcune serie in cui i personaggi di SF si scontrano con quelli di King of Fighters (SNK):
- Capcom vs SNK di Hing, Sum e Wang Xiao Hong (1999, 1 numero pilota + 54 numeri, Comicsonair Publications)
- Capcom vs SNK Wai Zhuan di Hing, Sum, Wang Xiao Hong e altri autori (2001, 5 numeri, Comicsonair Publications)
- SNK vs Capcom Chaos di Chen Zhuo Hua, Ye Ming Fa, Shen Kwang Ming e altri autori (2003, 32 numeri, Happy Comics Ltd)

A queste bisogna poi aggiungere Street Fighter III 3rd Strike-Bio Hazard Crossover (2001, Comicsonair Publications), serie sospesa dopo 7 numeri in cui Hing e Sum presentano un crossover tra i personaggi di SF e quelli di Resident Evil, altro celebre titolo Capcom.

### Gioco di ruolo
Nel 1994 la White Wolf ha prodotto un gioco di ruolo di Street Fighter, Street Fighter: The Storytelling Game, basandosi sui personaggi di Super Street Fighter II, e utilizzando le meccaniche del suo sistema Storytelling, reso famoso dai giochi basati sul Mondo di Tenebra.
Nel 1998, la casa editrice brasiliana Trama ottenne la licenza dalla Capcom do Brasil per pubblicare il gioco nel paese e adattò anche Street Fighter Zero 3 al sistema 3D&T (Defensores de Tóquio).
Street Fighter the Miniatures game (2021) è un gioco da tavolo della Jasco Games che include la statuine dei lottatori di SF, è stato finanziato con il crowdfounding.
Secret Lair x Street Fighter (2022) è una serie limitata di carte di Magic the Gathering.

## Personaggi
Alcuni fra i personaggi più famosi, apparsi in varie incarnazioni di Street Fighter:
- Akuma; Edmond Honda; Ryu
- Balrog; Guile; Ken Masters
- M. Bison; Sagat
- Blanka
- Chun-Li
- Dhalsim
- Zangief
- Vega
- Cammy White

I principali antagonisti o nemesi della serie sono le organizzazioni criminali:
- Mad Gear
- Shadaloo
Shadaloo Intimidation Network (SIN)
Shadaloo Intimidation and Research Network (SIRN)
- Secret Society–Illuminati

### Elenco completo dei personaggi
Nella saga videoludica di Street Fighter sono comparsi finora in tutto 140 personaggi più 18 versioni alternative di 11 di essi, per un totale di 158 personaggi. Non sempre però un personaggio è selezionabile dal giocatore nel gioco in cui appare. Di questi 158 personaggi solo 124 sono selezionabili dal giocatore in almeno un gioco in cui appaiono, i restanti 34 sono utilizzabili solo dalla cpu del gioco o eventualmente selezionabili dal giocatore solo tramite trucchi.
Elenco di tutti i personaggi giocabili della serie, e relarive varianti, comparsi in almeno un videogioco contenente "Street Fighter" nel titolo, fino a Street Fighter 6:
1. Ryu
1a. Evil Ryu [N 1]
1b. Kage [N 1]
2. Ken
2a. Violent Ken [N 1]
3. Gen
4. Birdie
5. Eagle
6. Adon
7. Sagat
8. Chun-Li
13a. Shadow Lady [N 1]
9. Blanka
10. Zangief
15a. Mech-Zangief [N 1]
11. Edmond Honda
12. Guile
13. Dhalsim
14. Balrog
15. Vega
16. M. Bison
21a. Bison II [N 1]
21b. Shin Bison [N 1]
21c. Super Bison [N 1]
21d. Phantom Bison [N 1]
17. Akuma
22a. Ten Akuma [N 1]
22b. Shin Akuma [N 1]
22c. Oni [N 1]
22d. Cyber-Akuma [N 1]
18. Thunder Hawk
19. Cammy
20. Fei Long
21. Dee Jay
22. Charlie Nash
27a. Shadow [N 1]
23. Sodom
24. Guy
25. Dan
26. Sakura
31a. Dark Sakura [N 1]
27. Rose
28. Cody
29. Rolento
30. Rainbow Mika
31. Karin
32. Juni
33. Juli
34. Maki
35. Ingrid
36. Sawada
37. Arcane
38. Blade
39. Khyber
40. F7
41. Cyborg
42. Hokuto
47a. Bloody Hokuto [N 1]
43. Doctrine Dark
44. Pullum Purna
45. Cracker Jack
46. Skullomania
47. Blair
48. Allen
49. Kairi
54a. Kairi (Ver. Dark) [N 1]
50. Darun
51. Garuda
52. Sharon
53. Hayate
54. Shadowgeist
55. Nanase
56. Vulcano Rosso
57. Area
58. Ace
59. Cycloid-β
60. Cycloid-γ
61. Alex
62. Yun
63. Yang
64. Dudley
65. Ibuki
66. Oro
67. Elena
68. Sean
69. Necro
70. Gill
71. Hugo
72. Urien
73. Remy
74. Makoto
75. Twelve
76. Q
77. Shin
78. Crimson Viper
79. Abel
80. El Fuerte
81. Rufus
82. Seth
91a. Seth (Ver. Doll Unit Zero) [N 1]
83. Gouken
84. Juri
85. Hakan
86. Poison
87. Decapre
88. Laura
89. Necalli
90. Rashid
91. F.A.N.G.
92. Kolin
93. Ed
94. Abigail
95. Menat
96. Zeku
97. Falke
98. G
99. Lucia
100. Akira Kazama
101. Eleven
102. Luke
103. Jamie
104. Kimberly
105. Marisa
106. Manon
107. Lily
108. JP
109. A.K.I.

### Nomi originali
Rispetto alla versione originale giapponese, i nomi di 4 personaggi della serie furono modificati per il mercato americano e da allora mantenuti tali per tutto l'occidente.
| Nome giapponese | Nome occidentale |
| --------------- | ---------------- |
| Vega            | M. Bison         |
| Balrog          | Vega             |
| M. Bison        | Balrog           |
| Gouki           | Akuma            |

Dalla versione giapponese alla versione occidentale, i nomi di 3 personaggi sono stati invertiti tra loro a rotazione:
- Il personaggio conosciuto in Giappone come "Vega" Il Dittatore è stato rinominato in occidente come "M. Bison".
- Il personaggio conosciuto in Giappone come "Balrog" lo spagnolo è stato rinominato in occidente come "Vega".
- Il personaggio conosciuto in Giappone come "M. Bison" Il pugile è stato rinominato in occidente come "Balrog".

Nell'associazione nome/personaggio giapponese la "M" nel nome "M. Bison" sta per "Mike", mentre nell'associazione occidentale sta per "Master".
Infine il personaggio conosciuto in Giappone come "Gouki" (豪 鬼, lett. "Grande Demone" o "Grande Ogre"), è stato rinominato in occidente come "Akuma" (悪 魔, lett. "Diavolo").
Il nome del personaggio di "Charlie Nash" è composto dall'unione del suo nome giapponese e del suo nome occidentale. Al suo debutto in Street Fighter Alpha infatti il personaggio era conosciuto come "Nash" in Giappone e come "Charlie" in occidente. Successivamente nell'omonimo adattamento a fumetti della serie di UDON e nel film "Street Fighter - La Leggenda", per il nome completo del personaggio venne usato il suo nome occidentale "Charlie" come nome e il suo nome giapponese "Nash" come cognome. Il nome "Charlie Nash" venne poi definitivamente canonizzato dalla Capcom come nome completo del personaggio. In Street Fighter V il personaggio compare col nome "Nash" in tutte le regioni.

### Sheng Long
Sheng Long è un personaggio inesistente che si credeva fosse presente in Street Fighter II, la cui presunta esistenza rappresenta ancora oggi una delle più grandi bufale nella storia dei videogiochi. Sheng Long è citato come un fattore influente per la serie Street Fighter, venendo menzionato in articoli come la lista dei “Top 20 Street Fighter Characters of All Time” della rivista GameDaily, in cui il personaggio si è classificato diciannovesimo nonostante non fosse un personaggio reale. IGN lo ha inserito secondo nella lista dei “Top Ten Gaming April Fools' Pranks” (10 maggiori pesci d'aprile dei videogiochi), considerandolo come il pesce d’aprile dei videogiochi col più grande impatto. UGO.com l'ha definita una delle più grandi leggende metropolitane dei videogame, sottolineando il suo impatto sul successo della serie. L'ex manager della community di Capcom, Seth Killian, ha descritto la bufala come “una parte della storia del gioco”.
Come la Capcom confermò in seguito, l’idea della sua esistenza nacque tra i giocatori occidentali a causa di un errore di traduzione dalla lingua giapponese a quella inglese nella prima versione del gioco del 1991. Nella versione giapponese del gioco, una delle frasi che il personaggio di Ryu diceva dopo aver vinto un incontro è: “Shoryuken wo yaburanu kagiri, omae ni kachime wa nai!” (昇龍拳を破らぬ限り,おまえに勝ち目はない, lett. "Se non riesci a battere lo Shoryuken, non puoi vincere!"). La frase faceva riferimento allo Shoryuken, una delle mosse speciali di Ryu e Ken. Il termine “Shoryuken” però venne erroneamente tradotto in “Sheng Long” portando così la frase a essere tradotta in: “Se non riesci a battere Sheng Long, non puoi vincere!”. L’errore derivò dal fatto che durante la traduzione dal giapponese venne usato il Pinyin (sistema per trascrivere in alfabeto latino la pronuncia del cinese moderno), che portò “昇龍” (Shōryū, lett. “Drago Nascente”) a essere trascritto “Sheng Long”. Il significato della frase venne perciò stravolto e i giocatori pensarono che si facesse riferimento a un personaggio piuttosto che alla mossa speciale.
La rivista Electronic Gaming Monthly confermò l’esistenza di Sheng Long con un articolo burla nel numero di aprile del 1992, accompagnato da immagini fasulle del gameplay del personaggio. La convinzione dell’esistenza di Sheng Long divenne internazionale quando diverse riviste di videogiochi di vari paesi del mondo pubblicarono questa guida senza verificarla e senza chiedere il permesso a EGM. La rivista nel numero di dicembre del 1992 pubblicò un articolo in cui dichiarava che si trattava di una bufala, con lo staff che affermava di essere sorpreso dalla copertura mondiale che lo scherzo aveva ricevuto.
Per le versioni successive del gioco la Capcom si premurò di correggere l’errore.
Durante la produzione di Street Fighter III i fan discussero sulla possibile apparizione di Sheng Long nel nuovo capitolo. Analogamente a come aveva già fatto, la rivista EGM alimentò queste dicerie confermando la sua presenza in un nuovo articolo burla nel numero di aprile del 1997.
La bufala di Sheng Long influenzò la creazione dei personaggi di Gouken e Akuma nella serie, i quali appaiono come boss segreti rispettivamente in Street Fighter IV e in Super Street Fighter II Turbo. Nei mesi antecedenti la pubblicazione di Street Fighter IV, il suo produttore Yoshinori Ono alluse alla possibile comparsa di Sheng Long nel futuro della serie per la soddisfazione dei fan durante un'intervista rilasciata nel numero di gennaio del 2008 di EGM. Il produttore esecutivo di EGM, Shane Bettenhausen, interpretò tale allusione come l'affermazione che Sheng Long sarebbe apparso in Street Fighter IV sotto forma del personaggio di Gouken. Successivamente il 1º aprile 2008 la Capcom confermò per scherzo la sua presenza come personaggio segreto sbloccabile nel capitolo in uscita con un post sul suo blog ufficiale giapponese e americano accompagnato da una silhouette del personaggio. Il post alludeva in maniera misteriosa a una connessione tra Sheng Long e Ryu e, ispirandosi all'articolo di EGM del 1992, spiegava che per sbloccare Sheng Long il giocatore avrebbe dovuto giocare come Ryu vincendo tutti gli incontri con un Perfect ed eseguendo uno Shoryuken contro l'ultimo avversario. Tale scherzo non venne apprezzato e subì le critiche di 1UP.com. Nei giorni seguenti la Capcom pubblicò un nuovo post sullo stesso blog in cui confermava che si trattava realmente di uno scherzo e che Sheng Long è, e sarebbe stato per sempre, un personaggio leggendario; ciononostante in Street fighter IV il personaggio di Gouken in un suo titolo recita: "A.K.A. Sheng Long", abbreviazione anglosassone di:
(Titolo estetico di Gouken, Street Fighter IV)
Nel marzo 2017, 25 anni dopo la pubblicazione dell'articolo dell'EGM, Capcom ha fornito a Sheng Long un profilo scherzoso nella parte dello Shadaloo Combat Research Institute del loro sito Web Capcom Fighters Network. Satirando la voce di Sheng Long, si afferma che è diventato una leggenda vivente, appare dopo partite di pareggio consecutive, le sue mosse sono impossibili da contrattaccare e si registrano sempre come contrattacchi e che chiunque lo veda morirà dopo 24 ore. L'opera d'arte ricorda la sua apparizione nell'articolo sul pesce d'aprile di Street Fighter III di Electronic Gaming Monthly, tranne che invece di capelli lunghi e barba questa versione sfoggia un lungo mohawk e baffi biforcuti verso l'alto. Poco dopo la pagina è stata rimossa.
Sheng Long appare come un personaggio non giocabile nel modo World Tour di Street Fighter 6, con un aspetto simile al suo profilo Shadaloo Combat Research Institute ma con baffi più piccoli. Apparirà come personaggio opzionale per combattere in cima all'edificio SiRN di notte dopo aver completato il gioco. Usando lo stile di combattimento di Ryu, è stato descritto come uno degli avversari più duri del mondo.

## Vendite
Al 2012 la serie ha venduto 32 milioni di copie in tutto il mondo.
Il 7 giugno 2023 la serie ha venduto oltre 50 milioni di copie nel mondo.
Segue elenco pubblicato da Capcom delle copie totali vendute
1. Serie Street Fighter II 15 milioni di copie tot.
  1. Street Fighter II (SNES) 6.30 milioni di copie
  2. Street Fighter II Turbo (SNES) 4.10 Mln
  3. Super Street Fighter II (SNES) 2 Mln
  4. Street Fighter II’ Special Champion Edition (MD) 1.65 Mln
2. Serie Street Fighter IV 10 milioni di copie tot.
  1. Street Fighter IV 3.60 Mln
  2. Ultra Street Fighter IV 2.20 Mln
  3. Super Street Fighter IV 1.9 Mln
  4. Super Street Fighter IV 3D Edition 1.30 Mln
  5. Super Street Fighter IV Arcade Edition 1.20 Mln
3. Street Fighter V (PS4, PC, DL) 7.6 Mln
4. Street Fighter 30th Anniversary Collection 3.20 Mln
5. Street Fighter X Tekken 1.9 Mln
6. Street Fighter Alpha 3 (PS1) 1 milione

### Esplicative
1. 1 2 3 4 5 6 7 8 9 10 11 12 13 14 15 16 17 18  Versione alternativa del personaggio

### Bibliografiche
1. ↑   Dario Tomaselli, Super Street Fighter II Turbo HD Remix, su Eurogamer.it, 29 novembre 2008. URL consultato il 22 febbraio 2022.
2. ↑   Erano meglio le 500 lire, su Multiplayer.it. URL consultato il 22 febbraio 2022.
3. ↑   Capcom annuncia Street Fighter 6 - News, su Console-Tribe, 21 febbraio 2022. URL consultato il 21 febbraio 2022.
4. ↑   Street Fighter 6 si mostra in ben due video di gameplay | Game Division, su Tom's Hardware. URL consultato il 3 giugno 2022.
5. ↑   Associazione NewType Media, Capcom conferma il leak dei personaggi di Street Fighter 6?, su GamerClick.it. URL consultato il 6 giugno 2022.
6. ↑  (EN) Street Fighter 6 adds Dee Jay, newcomers Manon, Marisa, and JP, su Gematsu, 9 dicembre 2022. URL consultato il 9 dicembre 2022.
7. ↑   Final Fight: la rissa che sconvolse le sale giochi, su Tgcom24. URL consultato il 22 febbraio 2022.
8. ↑  (EN) Al_Taransky, Street Fighter Universe, Capcom videogames that shares Universe with Street Fighter., su popgeeks.com, 15 agosto 2021. URL consultato il 25 febbraio 2022.
9. ↑   Fighting EX Layer – Recensiamo il ritorno di un grande team, su Games Note. URL consultato il 27 febbraio 2022.
10. ↑  (EN) Francesco De Meo, Street Fighter V: Champion Edition Gets Skullomania Crossover Costume, su Wccftech, 7 dicembre 2020. URL consultato il 27 febbraio 2022.
11. ↑   Street fighter: The Movie - Versione consolle su IGN, su psx.ign.com. URL consultato il 04-11-2009.
12. ↑   Street fighter: The Movie - Versione arcade su KLOV, su klov.com. URL consultato il 4 novembre 2009.
13. ↑   I personaggi di Fatal Fury arrivano in Street Fighter 6..., su Multiplayer.it. URL consultato il 15 agosto 2024.
14. ↑   Recensione Super Puzzle Fighter II Turbo: HD Remix, su Everyeye.it. URL consultato il 22 febbraio 2022.
15. ↑   Capcom Fighting Jam, su Multiplayer.it. URL consultato il 22 febbraio 2022.
16. ↑   Tekken 7, un piccolo anticipo sulla storia di Akuma, su GameSoul.it, 6 settembre 2016. URL consultato l'8 marzo 2022.
17. ↑  (EN) Fortnite’s next crossover is Street Fighter, su Polygon, 19 febbraio 2021. URL consultato il 26 aprile 2022.
18. ↑   Brawlhalla: arriva il secondo crossover con Street Fighter, su The Games Machine, 9 maggio 2022. URL consultato il 25 maggio 2022.
19. ↑   Capcom Home Arcade | Recensione | Game Division, su Tom's Hardware. URL consultato il 4 agosto 2022.
20. ↑   Capcom Fighting Collection: trailer e data di uscita della raccolta con 10 giochi per PC e console, su Multiplayer.it. URL consultato il 22 febbraio 2022.
21. ↑   capcom-arcade-2nd-stadium, su akibagamers.it.
22. ↑   Breve storia dei fumetti tratti da videogiochi, in Play Generation, n. 81, Edizioni Master, luglio 2012,  p. 34, ISSN 1827-6105 (WC · ACNP).
23. ↑   Entrevista com Marcelo Cassaro | SoBReCarGa - Filmes, Séries, Quadrinhos, Música e muito mais... se você puder agüentar!, su www.sobrecarga.com.br. URL consultato il 31 maggio 2025 (archiviato dall'url originale il 26 luglio 2011).
24. ↑   Jambô Editora - Livros Divertidos, su www.jamboeditora.com.br. URL consultato il 31 maggio 2025 (archiviato dall'url originale il 30 aprile 2013).
25. ↑  (EN) Street Fighter: The Miniatures Game, su BoardGameGeek. URL consultato il 27 febbraio 2022.
26. ↑   Secret Lair x Street Fighter ∂ FantasyMagazine.it, su fantasymagazine.it. URL consultato il 22 febbraio 2022.
27. ↑  (EN) Top Ten Gaming April Fools' Pranks, su ign.com, 2009.
28. ↑   The History of Street Fighter - Sheng Long, su GameSpot, 4 aprile 2009. URL consultato il 7 dicembre 2022 (archiviato dall'url originale il 4 aprile 2009).
29. ↑  (EN) Kevin Gifford, Sheng Long Actually in Street Fighter 4, su 1UP.com, 24 settembre 2008.
30. ↑   April Fools' Day Round Up: News from 1UP.com, su web.archive.org, 6 marzo 2009. URL consultato l'11 giugno 2023 (archiviato dall'url originale il 6 marzo 2009).
31. ↑   キャラ図鑑800:シェンロン | キャラ図鑑 | 活動報告書 | CAPCOM：シャドルー格闘家研究所, su web.archive.org, 30 marzo 2017. URL consultato l'11 giugno 2023 (archiviato dall'url originale il 30 marzo 2017).
32. ↑  (EN) Street Fighter 6: 10 Things Only Fans Of The Series Noticed, su TheGamer, 7 giugno 2023. URL consultato l'11 giugno 2023.
33. ↑  (EN) Wesley Yin-Poole, 30 Years Later, Street Fighter 6 Finally Gives Sheng Long the Canon Appearance He Deserves, su IGN, 16 giugno 2023. URL consultato il 17 giugno 2023.
34. ↑   Tekken Tag Tournament 2, in Play Generation, n. 80, Edizioni Master, giugno 2012,  pp. 10-12, ISSN 1827-6105 (WC · ACNP).
35. ↑  (EN) Street Fighter 6 Sells Over 1 Million Units Worldwide! – New title appeals to broad range of players, from fighting game newcomers to core fans alike, while Street Fighter series cumulative sales pass 50 million units – | Press Release | CAPCOM, su www.capcom.co.jp. URL consultato il 7 giugno 2023.
36. ↑   Street Fighter 5 traguardo storico: è il picchiaduro più venduto di Capcom superando Street Fighter 2, in Eurogamer.it, 18 agosto 2022. URL consultato il 23 agosto 2022.
37. ↑  (EN) Platinum Titles |Product Data | CAPCOM, su www.capcom.co.jp. URL consultato il 23 agosto 2022.